# DOL Łukęcin

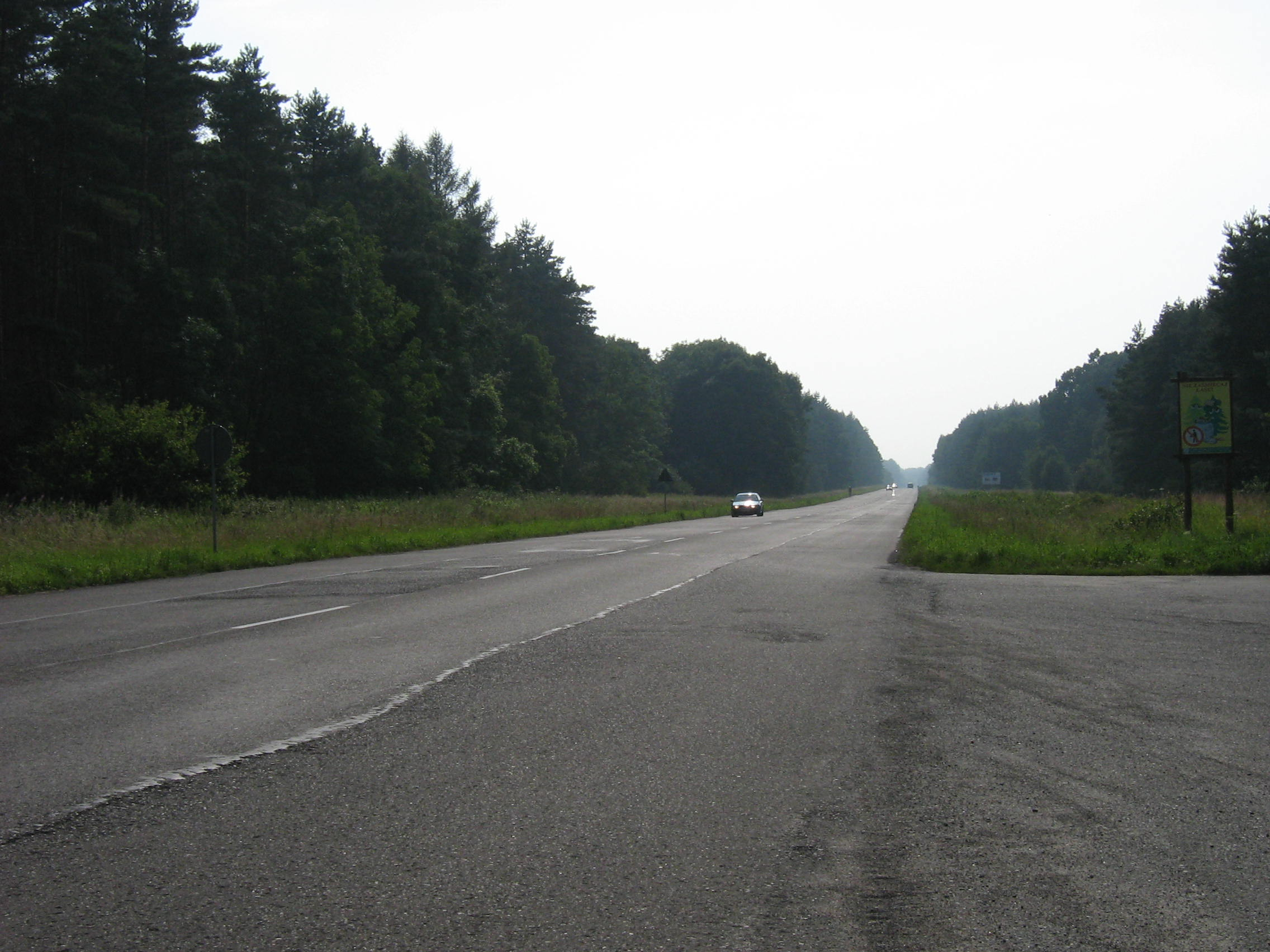
DOL Łukęcin w okolicy Pobierowa

DOL Łukęcin – drogowy odcinek lotniskowy w województwie zachodniopomorskim, jest częścią drogi wojewódzkiej nr 102, ma długość 2200 m. Odcinek znajduje się między Łukęcinem a Pobierowem, na wysokości 7 m n.p.m.
Korzystanie przez samoloty z DOL Łukęcin możliwe jest pod warunkiem usunięcia wysepek znajdujących się na osi jezdni przed zjazdem do hotelu znajdującego się w miejscu stacjonowania byłego 71 Dywizjonu Rakietowego Obrony Powietrznej.
DOL Łukęcin jest obiektem zapasowym dla:
- Lotniska Śniatowo
- Portu lotniczego Szczecin-Goleniów
- Lotniska Kołobrzeg-Bagicz
- Lotniska Dębica